# Koratla

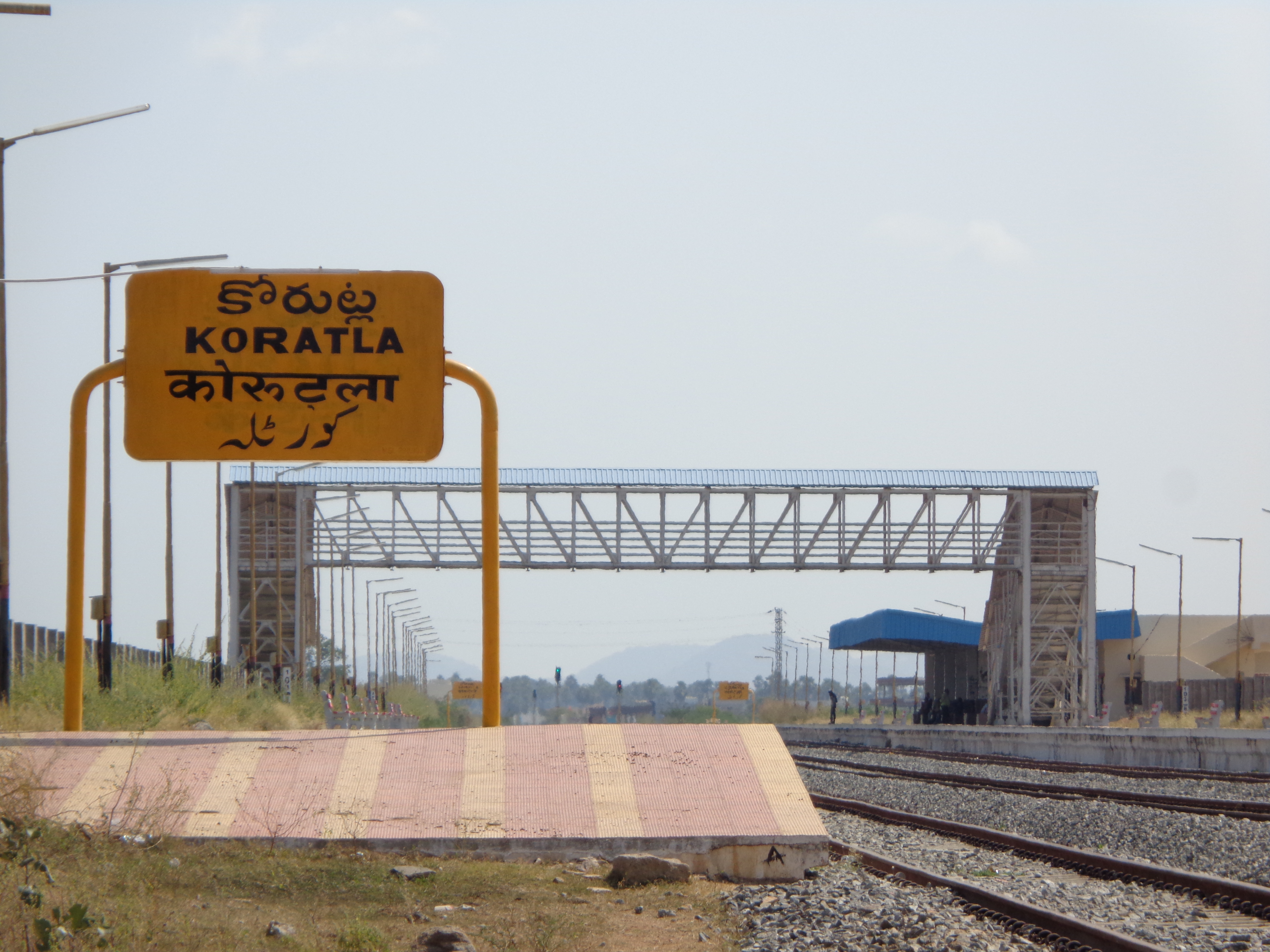
Bahnhof von Korutla

Koratla ist eine Stadt im indischen Bundesstaat Telangana.
Die Stadt ist Hauptort des Distrikts Jagtial. Koratla hat den Status einer Municipality. Die Stadt ist in 6 Wards gegliedert. Sie hatte am Stichtag der Volkszählung 2011 66.504 Einwohner, von denen 33.250 Männer und 33.254 Frauen waren. Die Alphabetisierungsrate lag 2011 bei 75,0 % und damit unter dem nationalen Durchschnitt für Städte. Hindus bilden mit einem Anteil von ca. 69 % die Mehrheit der Bevölkerung in der Stadt. Muslime bilden mit einem Anteil von ca. 31 % eine Minderheit.